# Podróż apostolska Jana Pawła II do Urugwaju, Chile i Argentyny
33 podróż apostolska Jana Pawła II prowadziła do trzech krajów: Urugwaju, Chile i Argentyny.

## Historia

### Mediacja podczas konfliktu
W 1978 roku doszło do konfliktu o trzy wyspy Lennox, Picton i Nueva, które znajdują się przy wejściu do kanału Beagle. Na podstawie traktatu granicznego z 1881 roku należały one do Chile. Podczas arbitrażu ONZ, została potwierdzona ważność układu z 1881 roku. Jorge Rafael Videla, prezydent Argentyny nie zgodził się na mediację Jimmy'ego Cartera i podał, że 23 grudnia rozpocznie działania wojenne. 22 grudnia do prezydenta Argentyny zadzwonił Jan Paweł II, który poinformował go o wysłaniu specjalny wysłannika, kardynała Antonio Samore. W wyniku jego mediacji 8 stycznia 1979 roku, ministrowie spraw zagranicznych Chile i Argentyny, Carlos Washington Pastor i Hernan Cubillos podpisali tzw. Akt z Montevideo. Zawierał on zobowiązanie obu państw, Argentyny i Chile, "do bezwarunkowego uznania decyzji Stolicy Apostolskiej".
2 maja 1985 roku w Watykanie  został przez ministrów spraw zagranicznych Chile i Argentyny ratyfikowany traktat o pokoju i przyjaźni. Uznaje on postanowienia traktatu z 1881 roku, a tym samym przynależność do Chile wysp Lennox, Picton i Nueva.

### Podróż apostolska
33 podróż apostolska do Ameryki Południowej odbyła się w dniach 31 marca - 13 kwietnia 1987. Podczas spotkania z korpusem dyplomatycznym w Chile i Argentynie oraz spotkania Pałacu Taranco (Montevideo) gdzie rozpoczęto mediację Jan Paweł II nawiązał do traktatu pomiędzy Argentyną a Chile podpisanego po mediacji Watykanu.

#### Urugwaj
W dniach 31 marca 1 kwietnia papież przebywał w Urugwaju. Spotkał się z władzami kościelnymi i państwowymi oraz odprawił w Montevideo mszę św. w dzielnicy Tres Cruces. Obecnie na miejscu spotkania z papieżem stoi biały krzyż.

#### Chile

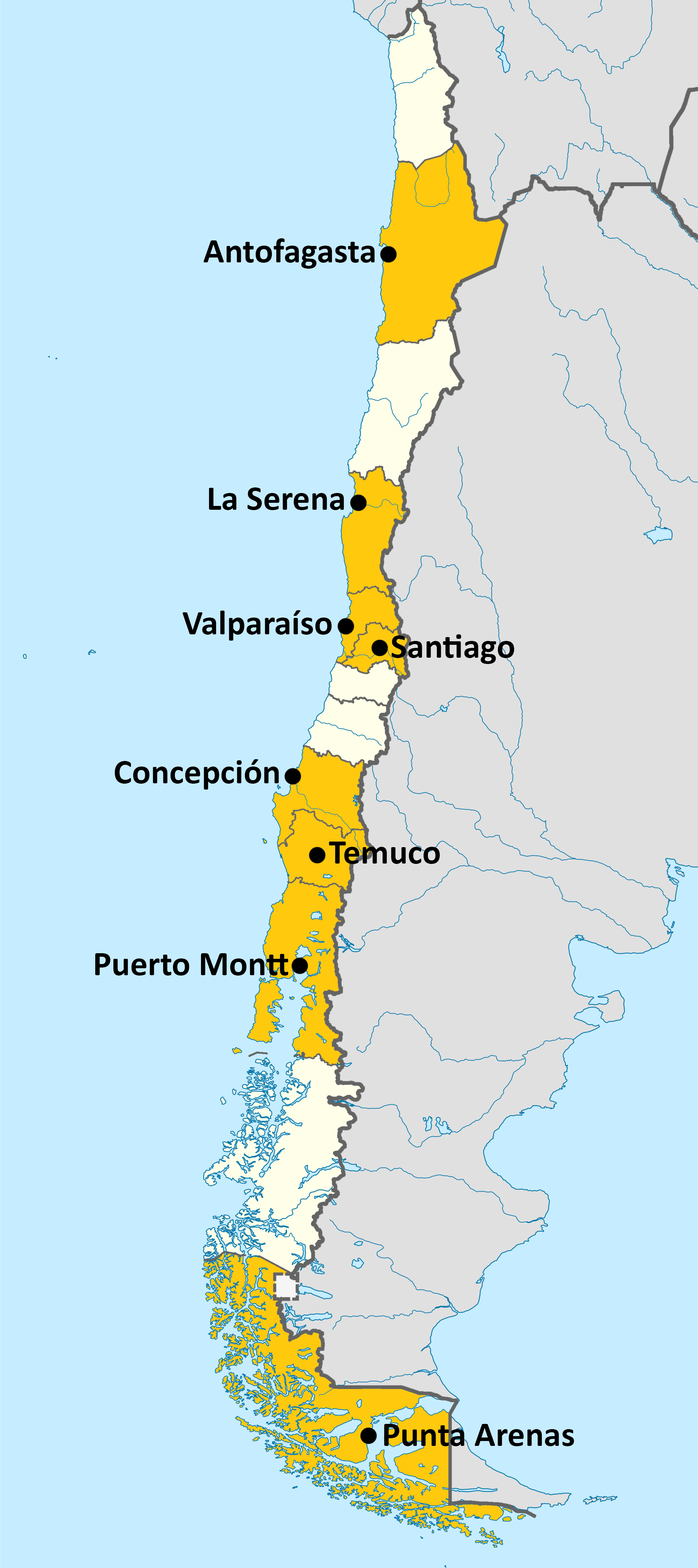
Mapa z lokalizacją miast, które Jan Paweł II odwiedził w Chile w 1987 roku, z zaznaczonymi na żółto ich regionami

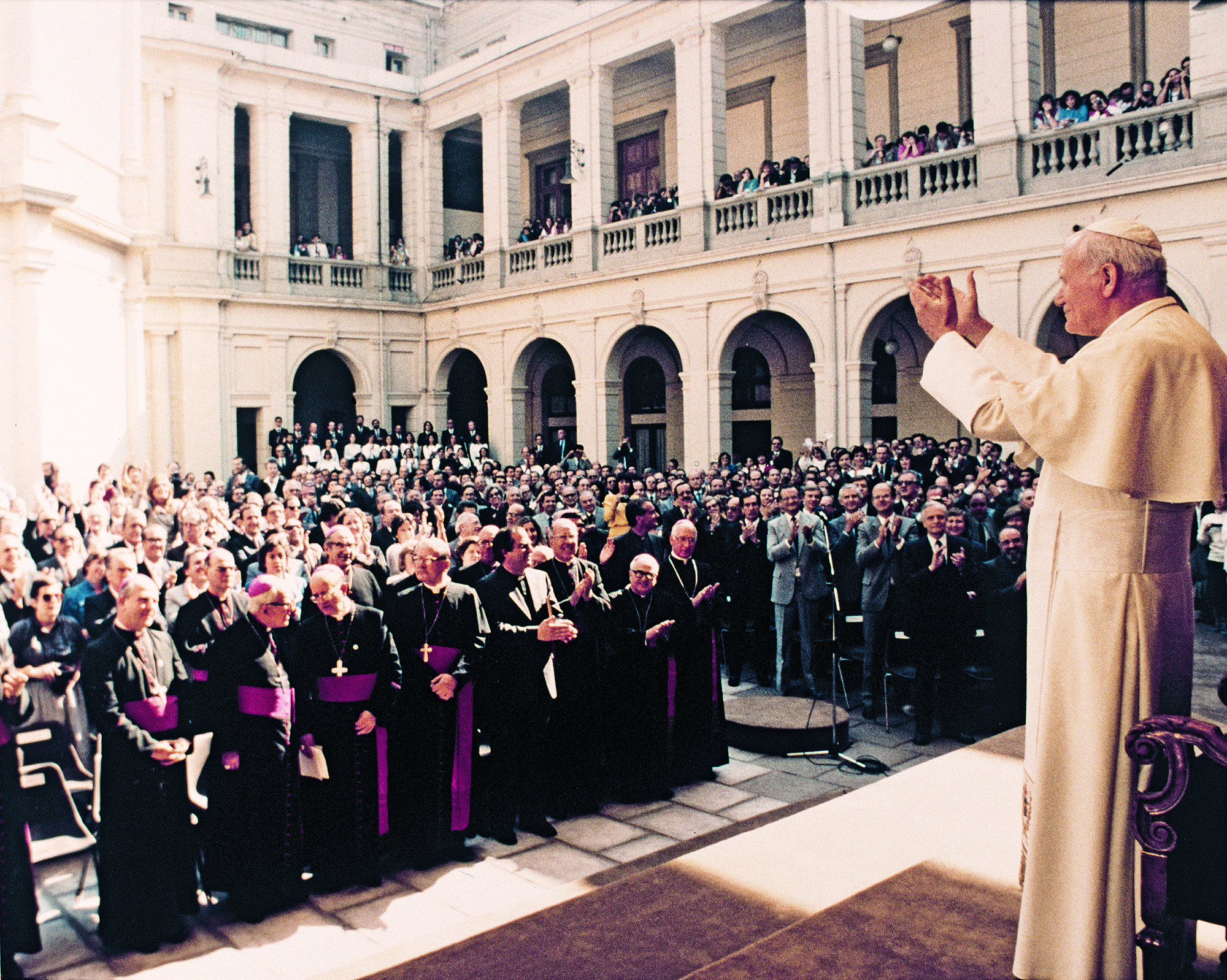
Jan Paweł II przemawia na uniwersytecie w Chile

Jan Paweł II został powitany w porcie lotniczym Arturo Merino Beníteza. Wizyta papieża w Chile trwała od 1 do 6 kwietnia. Odbywała się ona pod hasłem El amor es máá fuerte (Miłość jest silniejsza).
1 kwietnia papież spotkał się z kapłanami i mieszkańcami przedmieść. W kolejnym dniu odprawił mszę św. na lotnisku w Valparaíso. 3 kwietnia podczas mszy w parku O'Higgins beatyfikował siostrę Teresę od Jezusa z Andów. Kolejnego dnia w Punta Arenas spotkał się z mieszkańcami południowej części Chile i odprawił w Puerto Montt dziękczynne nabożeństwo eucharystyczne za 500 lat ewangelizacji Ameryki Łacińskiej. 5 kwietnia spotkał się robotnikami w Concepcion, a z rolnikami podczas liturgii słowa w Temuco, a na hipodromie w La Serena. Podróż zakończył w Antofagasta, gdzie nie tylko spotkał się z mieszkańcami, ale także odwiedził więzienie.
Jan Paweł II, który nie popierał dyktatury Pinocheta spotkał się z nim trzykrotnie: podczas powitania, na prywatnym spotkaniu i podczas pożegnania. Po spotkaniu w pałacu prezydenckim bez zgody papieża zostało wykonane zdjęcie na balkonie z dyktatorem.
Podczas wizyty papieża doszło do starć przeciwników dyktatury Pinocheta z policją. Pierwsze zamieszki miały miejsce już pierwszego dnia, kolejne podczas beatyfikacji Teresy od Jezusa z Andów.

#### Argentyna
Po przyjeździe do Buenos Aires podczas wizyty w katedrze spotkał się z duchowieństwem, a potem z władzami państwowymi. 7 kwietnia spotkał się z rolnikami w Bahia Blanca i mieszkańcami Andów w Mendozie. Kolejnego dnia w najstarszej katedrze w Argentynie w Cordobie czekali na niego chorzy i rodziny. Podczas pobytu w Argentynie odbył też spotkania z imigracją ukraińską, polską i wspólnotami żydowską i muzułmańską. Główną okazją do odwiedzenia tego kraju były II Światowe Dni Młodzieży, które odbyły się w dniach 11-12 kwietnia  w Buenos Aires.